# 彼得·史維利
彼得·史維利（英語：Peter Sweeney，1984年9月29日—）出生在格拉斯哥，是一名蘇格蘭足球運動員，司職中場，現時效力英甲球會貝利。

## 生平
史維利的球員生涯在米禾爾開始，史維利和前列斯聯隊友居迪斯·韋斯頓助米禾爾打打入2004年足總杯決賽，對手為曼聯，但最終敗給對手。
2005年7月1日，史維利以25萬英鎊轉投史篤城，在史維利為球隊首次上陣對紐卡素的賽事中，史維利卻在比賽早段已告傷出，更缺陣了三個月，其後，在2007年1月31日，史維利被外借至伊奧維。2007年11月22日，再被外借至華素爾，在借用期尚未完結前，便返回史篤城 。
2008年1月，史維利轉投列斯聯，並在2008年1月10日，與球隊簽下兩年半合約，史維利重遇以前米禾爾時期的領隊丹尼斯·韋斯，但韋斯引進史維利不久後，便轉而加盟紐卡素，當加利·麥亞里士打上任後，史維利的位置被巴特利·莊臣所取代，只能偶而替補上陣。
2009年7月1日，史維利與列斯聯雙方均同意終止合約，他因而成為自由球員。2009年7月3日，史維利與甘士比簽下了兩年合約。隨著甘士比於2010年降班到英格蘭足球議會全國聯賽後，史維利與另外6名球員被球會掛牌求售，於6月28日轉投貝利，簽約兩年。
2013年1月8日，史維利以免轉會費由英甲球隊貝利轉會至英乙球隊AFC溫布頓。

## 外部連結
- 足球数据库：彼得·史維利的球员统计数据
- Peter Sweeney Official Website